# Kaolinonychus coreanus
Genre
Espèce
Synonymes
- Peltonychia coreana Suzuki, 1966
- Peltonychia coreana longipes Suzuki, 1966

Kaolinonychus coreanus, unique représentant du genre Kaolinonychus, est une espèce d'opilions laniatores de la famille des Paranonychidae.

## Distribution
Cette espèce est endémique de Corée du Sud.

## Liste des sous-espèces
Selon World Catalogue of Opiliones (19/05/2021) :
- Kaolinonychus coreanus coreanus (Suzuki, 1966)
- Kaolinonychus coreanus longipes (Suzuki, 1966)

## Systématique et taxinomie
Cette espèce a été décrite sous le protonyme Peltonychia coreana par Suzuki en 1966. Elle est placée dans le genre Kaolinonychus par Suzuki en 1975.

## Étymologie
Son nom d'espèce lui a été donné en référence au lieu de sa découverte, la Corée.

## Publications originales
- Suzuki, 1966 : « Four remarkable phalangids from Korea. » Annotationes Zoologicae Japonenses, vol. 39, p. 95-106.
- Suzuki, 1975 : « The harvestmen of family Triaenonychidae in Japan and Korea (Travunoidea, Opiliones, Arachnida). » Journal of Science of the Hiroshima University, vol. 26, no 1, p. 65–101.